# 阿瑟·麦克唐纳
阿瑟·布魯斯·麦克唐纳（Arthur Bruce McDonald，1943年8月29日—），加拿大物理学家、萨德伯里中微子观测站研究所主任，皇后大学的戈登和派翠西亞·葛雷粒子天体物理主席。2015年，由於「發現中微子振盪，並且因此证明中微子具有質量」，麦克唐纳與梶田隆章分享諾貝爾物理學獎 。

## 早期生涯
麦克唐纳於1943年8月29日出生在加拿大新斯科舍省悉尼，1964年在达尔豪西大学获物理学士、1965年获硕士学位。1969年，他在加州理工学院获物理学博士学位。

## 職業生涯
1970至1982年，麦克唐纳任職於位於渥太华的西北方的乔克河核子实验室研究员。1982年至1989年，他成為普林斯顿大学的物理学教授。後來，他加入皇后大学，目前是皇后大学的大学研究主席。他是普里美特理論物理研究所的董事會成員。

## 學術研究
探索中微子是否帶有質量是粒子物理學的熱門論題。自1960年代後期開始，就已有物理實驗觀測到中微子帶有質量的跡象。在地球的中微子探測器曾多次顯示，探測到的電中微子數量低於理論模型的預言。中微子有三種存在的類型（電中微子、緲中微子與濤中微子），很多學者們認為，那些不見了的電中微子已振盪成為其它種類型，探測器無法或很難探測到它們。假若中微子會發生振盪，則按照量子力學定律，中微子必須帶有質量。
2001年8月，在麦克唐纳的领导下，依据安大略省萨德伯里中微子观测站地下2100米的检测设施的观测结果，可推论出来自太阳的电中微子會因為中微子振盪機制變型为緲中微子和陶中微子。萨德伯里中微子观测站研究團隊於發表論文於《物理評論快報》。學術界公認這是非常重要結果。
麦克唐纳和戸塚洋二被授予2007年富兰克林奖章。
2014年，美國《今日物理》雜誌（Physics Today）預測，麥克唐納可望與梶田隆章分享諾貝爾物理學獎。这一预言在2015年实现。
2015年，因為「發現中微子振盪，並且因此证明中微子具有質量」麥克唐納與梶田隆章共獲諾貝爾物理學獎。

## 榮譽與獎章
- 2006年，獲頒加拿大勳章。[9]
- 2007年，與戸塚洋二共同榮獲物理學的富兰克林奖章。[4]
- 2009年，膺選為英國皇家學會院士。[10]
- 2011年，獲頒加拿大皇家學會的亨利·馬歇爾·特洛伊獎章（英语：Henry Marshall Tory Medal）。[11]
- 2015年，由於「發現中微子振盪，並且因此证明中微子具有質量」，麦克唐纳與梶田隆章共獲諾貝爾物理學獎。[1]其後又分享了基礎物理學突破獎。